# Dopolavoro Aziendale Ampelea 1938-1939
Questa voce raccoglie le informazioni riguardanti il Dopolavoro Aziendale Ampelea nelle competizioni ufficiali della stagione 1938-1939.

## Rosa
| N. |                   | Ruolo | Calciatore          |
| -- | ----------------- | ----- | ------------------- |
|    | Italia (bandiera) | P     | Gino Archesso       |
|    | Italia (bandiera) | D     | Giacinto Carboni    |
|    | Italia (bandiera) | D     | Giovanni Chelleri   |
|    | Italia (bandiera) | D     | Pietro Corbatto     |
|    | Italia (bandiera) |       | Ottavio Dudine (II) |
|    | Italia (bandiera) |       | Fernando Faveuto    |
|    | Italia (bandiera) |       | Vinicio Felluga     |
|    | Italia (bandiera) | D     | Giacinto Fontegher  |
|    | Italia (bandiera) | C     | Albino Giorda       |
|    | Italia (bandiera) | A     | Antonio Gordini     |
|    | Italia (bandiera) | A     | Bruno Ispiro        |

| N. |                   | Ruolo | Calciatore          |
| -- | ----------------- | ----- | ------------------- |
|    | Italia (bandiera) | A     | Eugenio Lanzi       |
|    | Italia (bandiera) | D     | Giacinto Menis      |
|    | Italia (bandiera) | A     | Gaddo Moretti       |
|    | Italia (bandiera) | A     | Mario Parovel       |
|    | Italia (bandiera) |       | Giordano Scher (II) |
|    | Italia (bandiera) |       | Fulvio Stolfa       |
|    | Italia (bandiera) |       | Tranquillo Taverna  |
|    | Italia (bandiera) |       | Carlo Tomasi        |
|    | Italia (bandiera) |       | Italo Ulcigrai      |
|    | Italia (bandiera) |       | Marcello Vecchiet   |

## Risultati

### Serie C

#### Girone A

##### Girone di andata
| Udine 18 settembre 1938 1ª giornata | Udinese | 2 – 0 | Ampelea |  |

| Isola d'Istria 25 settembre 1938 2ª giornata | Ampelea | 2 – 1 | Audace SME |  |

| Isola d'Istria 2 ottobre 1938 3ª giornata | Ampelea | 1 – 0 | Arsa |  |

| Pola 9 ottobre 1938 4ª giornata | Grion Pola | 1 – 1 referto | Ampelea |  |

| Isola d'Istria 16 ottobre 1938 5ª giornata | Ampelea | 1 – 1 | Vicenza |  |

| Rovigo 30 ottobre 1938 6ª giornata | Rovigo | 5 – 0 | Ampelea |  |

| Isola d'Istria 6 novembre 1938 7ª giornata | Ampelea | 0 – 0 | Pro Gorizia |  |

| Fiume 13 novembre 1938 8ª giornata | Fiumana | 1 – 0 | Ampelea |  |

| Isola d'Istria 27 novembre 1938 9ª giornata | Ampelea | 1 – 1 | Mestre |  |

| Treviso 11 dicembre 1938 10ª giornata | Treviso | 2 – 1 | Ampelea |  |

| Isola d'Istria 18 dicembre 1938 11ª giornata | Ampelea | 0 – 0 | Ponziana |  |

| Valdagno 1 gennaio 1939 12ª giornata | Marzotto Valdagno | 4 – 0 | Ampelea |  |

| Isola d'Istria 8 gennaio 1939 13ª giornata | Ampelea | 1 – 1 | CRDA Monfalcone |  |

##### Girone di ritorno
| Isola d'Istria 15 gennaio 1939 14ª giornata | Ampelea | 1 – 4 | Udinese |  |

| Verona 22 gennaio 1939 15ª giornata | Audace SME | 3 – 0 | Ampelea |  |

| Arsia 29 gennaio 1939 16ª giornata | Arsa | 0 – 0 referto | Ampelea |  |

| Isola d'Istria 5 febbraio 1939 17ª giornata | Ampelea | 2 – 1 referto | Grion Pola |  |

| Vicenza 12 febbraio 1939 18ª giornata | Vicenza | 3 – 0 | Ampelea |  |

| Isola d'Istria 19 febbraio 1939 19ª giornata | Ampelea | 1 – 0 | Rovigo |  |

| Gorizia 5 marzo 1939 20ª giornata | Pro Gorizia | 1 – 0 | Ampelea |  |

| Isola d'Istria 12 marzo 1939 21ª giornata | Ampelea | 0 – 3 | Fiumana |  |

| Mestre 26 marzo 1939 22ª giornata | Mestre | 1 – 0 | Ampelea |  |

| Isola d'Istria 2 aprile 1939 23ª giornata | Ampelea | 3 – 0 | Treviso |  |

| Trieste 9 aprile 1939 24ª giornata | Ponziana | 1 – 0 | Ampelea |  |

| Isola d'Istria 16 aprile 1939 25ª giornata | Ampelea | 1 – 1 | Marzotto Valdagno |  |

| Monfalcone 23 aprile 1939 26ª giornata | CRDA Monfalcone | 2 – 0 | Ampelea |  |

### Coppa Italia
| Trieste 4 settembre 1938 Qualificazioni | Ponziana | 1 – 2 | Ampelea |  |

| Isola d'Istria 11 settembre 1938 Primo turno | Ampelea | 1 – 1 (d.t.s.) | Arsa |  |

| Arsia 20 ottobre 1938 Primo turno (ripetizione) | Arsa | 2 – 1 (d.t.s.) referto | Ampelea |  |